# Mauri (volk)

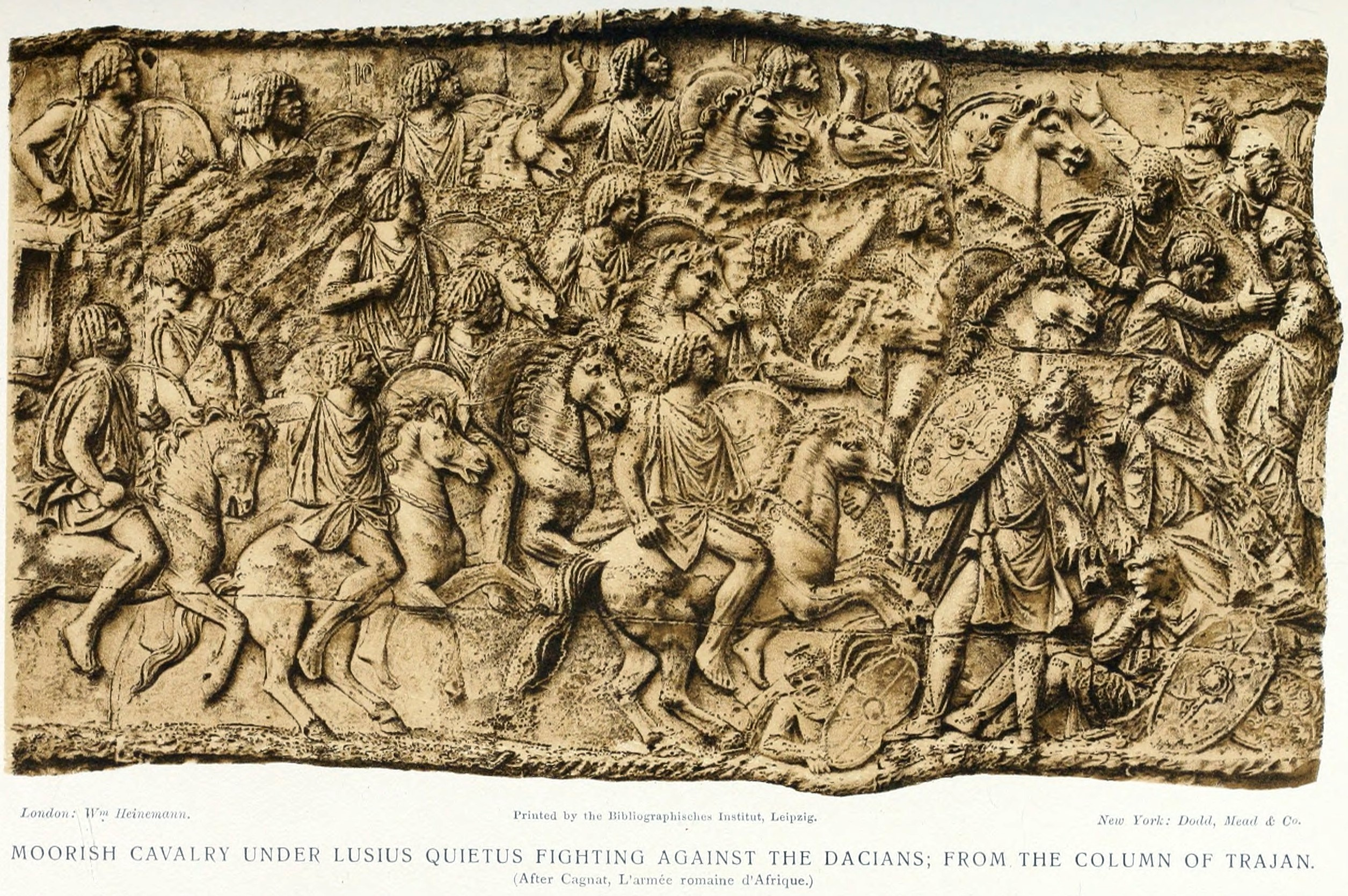
Mauri-cavalerie onder Lusius Quietus in gevecht in de Dacische oorlogen, weergegeven op de Zuil van Trajanus

Mauri (waarvan de term "Moren" is afgeleid) was de Latijnse aanduiding voor de Berberbevolking van het koninkrijk Mauretania, gelegen in het westen van Noord-Afrika aan de kust van de Middellandse Zee. Vervolgens werd het gebruikt voor de bevolking van de Romeinse provincies Mauretania Tingitana en Mauretania Caesariensis, in het huidige Marokko en het noordwesten van Algerije.

## Naam
Mauri (Μαῦροι) wordt door Strabo, die in het begin van de 1e eeuw schreef, gegeven als de inheemse naam, die ook in het Latijn werd overgenomen, terwijl hij de Griekse naam citeert voor hetzelfde volk als Maurusii (Μαυρούσιοι). Deze Mauri leefden in het gebed van het huidige Noord-Marokko, ten westen van de Numidiërs. Nadat het koninkrijk van de Mauri het westelijke deel van Numidië veroverd had, werd de naam Mauri als stammenconfederatie of generieke etnische aanduiding grofweg gebruikt voor de mensen die in vroegere etnografieën bekend stonden als Numidiërs: beide termen groeperen vermoedelijk verscheidene vroege Berber-sprekende bevolkingsgroepen.

## Romeinse periode

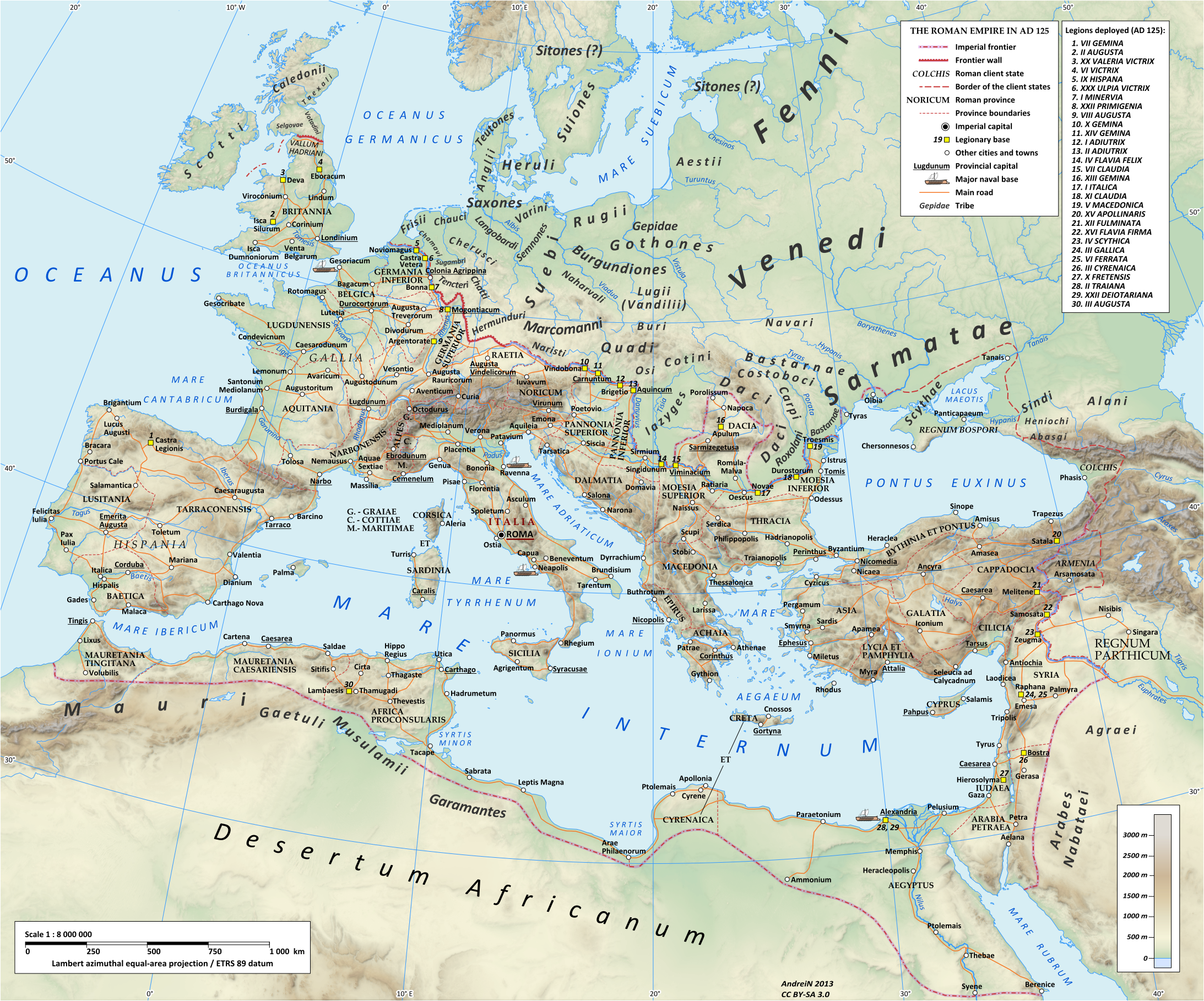
Het Romeinse Rijk onder Hadrianus (regeerde van 117 tot 138), met de locatie van de Mauri

In 44 n.Chr. nam het Romeinse Rijk de regio op als de provincie Mauretania, later verdeeld in Mauretania Caesariensis en Mauretania Tingitana. Het gebied rond Carthago maakte al deel uit van Africa Proconsularis. De Romeinse overheersing was zo effectief dat deze provincies bij het rijk werden gevoegd.
De invallen van de Mauri in het zuidelijke Iberisch Schiereiland worden al in de tijd van Nero genoemd in de Eclogues van Calpurnius Siculus: 
"De weides van Geryon, een rijke prijs om de hebzucht van de woeste Mauri te verleiden, waar Baetis, zo groot als de legende zegt, naar beneden rolt op zijn weg naar het westen om de kust te vinden." 
De Baetis is de moderne Guadalquivir, dus dit gedicht impliceert dat de Mauri in de 1e eeuw n.Chr. invallen deden in Hispania Baetica. De Mauri staken in het begin van de jaren 170 vanuit de bergen voorbij de grens van het Romeinse Rijk de Straat van Gibraltar over om de Romeinse provincie Baetica, in het huidige Zuid-Spanje, binnen te vallen. De Mauri plunderden Baetica opnieuw in de late jaren 170 of 180, tijdens het bewind van Commodus. Op dat moment belegerden ze de stad Singilia Barba, die van het beleg werd bevrijd door de komst van Romeinse troepen uit de provincie Mauretania Tingitana, onder leiding van C. Vallius Maximianus.

### Vroeg-christelijke periode
In het vroege christendom werd de benaming Mauritius gebruikt voor iedereen die afkomstig was uit Noord-Afrika, wat grofweg overeenkwam met de Berberbevolking. Twee vooraanstaande "Maurische" geestelijken waren Tertullianus en St. Augustinus. De christelijke heilige Mauritius uit de 3e eeuw, waarvan de voornaam Maurits is afgeleid, kwam uit Egypte.
Toen Aurelianus in 272 tegen Zenobia optrok, bestond zijn leger uit Maurische cavalerie. In de Notitia dignitatum wordt melding gemaakt van Romeinse cavalerie-eenheden die Equites Mauri of Maurische cavalerie werden genoemd, en welke in feite de opvolgers waren van de voorheen vermelde Numidische cavalerie. Veel Mauri werden gerekruteerd in het Romeinse leger en waren bekend als leden van de comitatus, het mobiele leger van de keizer, vóór de regering van Diocletianus. Jones citeert het verslag van een consulair verhoor uit Numidië in 320, waarin een Latijnse grammaticus genaamd Victor verklaarde dat zijn vader een decurion was in Cirta (het huidige Constantine) en dat zijn grootvader in de comitatus diende, "want onze familie is van Maurische afkomst". 
Ten tijde van Diocletianus maakte de Maurische cavalerie geen deel meer uit van het mobiele veldleger, maar was deze gestationeerd langs de Perzische en Donaugrenzen. Er was één regiment Equites Mauri in "elk van de zes provincies van Mesopotamië tot Arabië". De Mauri maakten deel uit van een grotere groep genaamd Equites Illyricani, wat duidt op eerdere dienst in Illyricum. 
Hoewel veel Mauri deel uitmaakten van het Romeinse Rijk, verzetten anderen zich tegen de Romeinse overheersing. Zoals Gibbon vertelde over de jaren 296-297: "Van de Nijl tot de berg Atlas was Afrika onder wapens." De medekeizer van Diocletianus, Maximianus, voerde twee jaar lang campagne tegen de Mauri, waarbij hij hun bergvesting binnendrong om hen bang te maken voor de macht van Rome. Dit zou de reden kunnen zijn waarom de grenslegioenen van Noordwest-Afrika in de tijd van Diocletianus werden versterkt met zeven nieuwe legioenen verspreid over Tingitanië, Tripolitanië, Africa, Numidië en Mauretania. 
In de jaren 370 plunderden de Mauri de Romeinse steden in Noordwest-Afrika. Flavius Theodosius voerde in 372 campagne tegen hen. Er wordt vermeld dat een "Maurische" stam, de Austoriani, aan deze invallen deelnam. Volgens Jones, die Ammianus Marcellinus volgt, werden de invallen in Tripolitanië veroorzaakt door de "nalatigheid en corruptie van Romanus, de comes Africae". in 372 riep Firmus, een Maurische leider met wie Romanus ruzie had gehad, een opstand uit en kreeg hij verschillende Romeinse regimenten aan zijn zijde". Theodosius versloeg de opstand, maar werd kort daarna in Carthago geëxecuteerd.
Firmus' broer Gildo, eveneens een Maurische leider, sloot zich aan bij de Romeinen en hielp de opstand van Firmus neer te slaan. Als beloning kreeg hij de post van magister utriusque militiae per Africam, ofwel meester van de voetsoldaten en de cavalerie voor Afrika. In 397 verbrak hij zijn loyaliteit aan het West-Romeinse Rijk, dat toen onder het bewind stond van de jonge keizer Honorius en zijn soldatenmeester Stilicho. Gildo hield de graanschepen uit Rome tegen en verklaarde trouw aan Stilicho's vijand Eutropius in Constantinopel. Eutropius stuurde aanmoedigingen, maar geen troepen of geld. De Romeinse senaat verklaarde Gildo tot een publieke vijand (hostis publicus). 
Gildo had nog een broer die Mascezel heette. Op een gegeven moment executeerde Gildo de kinderen van Mascezel. Hierom hielp Mascezel de Romeinen bij het verslaan van de opstand van zijn broer. Met de hulp van Mascezel versloeg een Romeins leger van 5000 man Gildo en kreeg het West-Romeinse Rijk de macht over Noordwest-Afrika terug. Stilicho zorgde er vervolgens voor dat Mascezel werd uitgeschakeld. Om Gildo te vervangen, gaf Stilicho in 401 zijn zwager Bathanarius de leiding over de militaire zaken in Afrika. 

## Oost-Romeinse Rijk
In de late 4e en vroege 5e eeuw waren grote aantallen troepen van het mobiele keizerlijke veldleger (de comitatus) permanent gestationeerd in Afrika om de orde te handhaven tegen de Mauri. A.H.M. Jones schatte dat van de in totaal 113.000 mannen in de comitatus, er 23.000 in Afrika gestationeerd waren. Deze troepen vormden een aanvulling op de limitanei, de permanente grenslegers. De limitanei waren echter niet voldoende tegen de Mauri en daarom werden delen van het veldleger naast hen geplaatst. Volgens Jones waren deze troepen toen niet beschikbaar voor hun oorspronkelijke doel, namelijk om snel en waar nodig te reageren op barbaarse invasies. 
In 411-412 werd de dux Libyarum (bevelhebber van de Romeinse strijdkrachten in Libya) Anysius genoemd. Hij staat geregistreerd als bevelhebber van een oorlog tegen de Austuriani, een Berberstam uit het grensgebied van het huidige Algerije en Libië, welke vernoemd worden als "Maurische stam" maar veel oostelijker leefden dan de oorspronkelijke Mauri. Synesius van Cyrene prees hem voor zijn moed en zijn effectieve oorlogsvoering. 
In het jaar 412 hadden de limitanei (permanent gestationeerde grenswachten) van Cyrenaica hulp nodig om weerstand te bieden aan de aanvallen van de Austuriani. Het Oostelijke Keizerrijk (toen onder regenten van de jonge keizer Theodosius II) stuurde een squadron barbaren. Synesius van Cyrene prees deze barbaarse federaties en vroeg om meer. 

### Vandaalse Rijk
Na de val van het West-Romeinse Rijk regeerde het Vandaalse Rijk over een groot deel van het gebied. Noch de Vandalen noch de Byzantijnen konden echter effectief heerschappij uitoefenen; het binnenland bleef onder "Maurische",  dat wil zeggen Berbercontrole. Het leger van de Vandalen was geen staand leger en onder de latere Vandaalse koningen (van Hunerik tot Gelimer) nam de sterkte ervan af. Er werd geen grensleger opgericht om bescherming te bieden tegen invallen, dus drongen de Mauri de grensgebieden van het koninkrijk binnen. Later, toen Belisarius in 533-534 Afrika heroverde voor het Byzantijnse Rijk, had hij weinig moeite om de heerschappij over het Vandaalse Rijk te vestigen, maar zijn opvolgers hadden grote moeite om de Mauri onder controle te houden, waarbij sommigen van hen werden gedood. 
De Vandaalse koning Hunerik (477-484) verbande 4966 katholieke bisschoppen en priesters over de zuidelijke grens van het Vandaalse koninkrijk naar het Mauri-gebied. Hunerik was een Ariaanse christen en wilde uitsluitend Ariaanse geestelijken in het Vandaalse rijk. Het verbannen van katholieke geestelijken was Huneriks manier om de Ariaanse overheersing in het Vandaalse koninkrijk in Noord-Afrika te vestigen.

### Byzantijnse periode
Hilderik (523–530) was niet in staat de aanvallen van de Mauri onder controle te houden. In 530 werd hij afgezet en vervangen door Gelimer. De Byzantijnse keizer Justinianus gebruikte dit als excuus voor een invasie, aangezien hij een verdrag had met Hilderik. Justinianus' generaal Belisarius herstelde snel de macht over de voormalige Romeinse provincie Africa. Gelimer zocht zijn toevlucht bij een Mauri-hoofdman "in de stad Medeus op de berg Papua". Daar werd hij drie maanden lang belegerd, totdat het lijden van de stad ondraaglijk werd en hij zich overgaf. 
Anderszins verzetten de Mauri zich grotendeels niet tegen Belisarius, maar wachtten op de uitkomst van de slag en gaven hun trouw aan de Byzantijnen toen deze voorbij was. De Vandalen hadden een groot deel van het oorspronkelijke Romeinse grondgebied verloren aan de Mauri, inclusief alles ten westen van Caesarea. Zodra Belisarius in 534 Afrika verliet, begonnen de Mauri opnieuw met plundertochten. De generaal Solomon voerde een reeks veldtochten tegen hen uit, waardoor er een einde kwam aan de invallen, totdat er in 536 een opstand van de Byzantijnse troepen uitbrak Na de muiterij van de troepen konden de Mauri opnieuw ongestraft Byzantijns gebied binnenvallen. Solomon werd teruggeroepen en vervangen door Germanus, die de troepenopstand tot bedaren bracht; daarna werd Solomon in 539 opnieuw teruggeroepen om tegen de Mauri te vechten Vanwege de Mauri-oorlog en de troepenopstand hadden de Byzantijnen moeite met het innen van belastingen in de nieuw veroverde provincie. Justinianus was in beslag genomen door oorlogen tegen de Ostrogoten en de Perzen en kon niet veel middelen inzetten om de Mauri onder controle te krijgen, waardoor de deur werd geopend voor verdere Mauri-opstanden in de jaren 540 en later. 
Solomon slaagde erin om de Byzantijnse macht over de Mauri op Byzantijns grondgebied te vestigen. Zijn neef Sergius nodigde echter de leiders van een lokale Mauri-stam, de Laguatan, uit voor een bespreking en vermoordde hen in 544. Dit leidde tot een Mauri-opstand, waarbij Solomon werd vermoord. Justinianus gaf de controle over de Byzantijnse Afrikaanse provincie aan Sergius, maar Sergius was incompetent, dus stuurde Justinianus Areobindus als generaal. De Byzantijnse hertog van Numidië, Gontharis, wilde koning van Afrika worden en steunde de Mauri in het geheim. De Byzantijnse troepen werden niet op tijd betaald en waren vaak onbetrouwbaar. Gontharis bezette Carthago en doodde Areobindus, die op zijn beurt werd gedood door een loyale Armeense Byzantijnse man, Artabanes. Artabanes slaagde erin de troepen weer onder controle te krijgen. Zijn opvolger, Johannes Troglita, versloeg de Mauri-opstand in 546-547. Na deze nederlaag vonden er tot 563 geen Mauri-opstanden meer plaats, en deze werd snel onderdrukt. 
Jones stelt dat de ernstige moeilijkheden die de Byzantijnen ondervonden bij het verkrijgen van controle over de Mauri na de verovering van het Vandaalse koninkrijk, grotendeels te wijten waren aan het feit dat ze niet genoeg geld en middelen konden leveren aan de troepen die in Afrika gelegerd waren, en dat dit op zijn beurt te wijten was aan de vele oorlogen die Justinianus elders voerde. Tijdens de heerschappij van de ineffectieve Hilderik hadden de Mauri grote stukken land van de Vandalen veroverd, en de Byzantijnen hebben deze gebieden nooit meer heroverd. Binnen het Byzantijnse gebied was vrijwel elke stad versterkt, zelfs ver van de grensgebieden. Het lijkt erop dat veel steden kleiner werden doordat de bevolking zich concentreerde in minder versterkte gebieden. In sommige steden was het forum versterkt. Dit alles duidt op een verminderde welvaart en bevolkingsomvang en een toegenomen dreiging van oorlog, hoogstwaarschijnlijk met de Mauri. Jones betoogt dat, omdat er niet voldoende middelen waren vrijgemaakt om de regio grondig te pacificeren, er nooit meer belastinggeld aan de regering van Justinianus werd betaald dan het aan middelen kostte om de controle te behouden. Echter, sommige Mauri werden gerekruteerd voor de Byzantijnse legers om overzee te dienen, en er werden minstens twee Afrikaanse regimenten opgericht en toegewezen aan Egypte. 
In 569, tijdens de regering van Justinus II, vond er een grote Mauri-opstand tegen de Byzantijnse overheersing plaats, waarbij de praetoriaanse prefect werd vermoord. Het jaar daarop werd de magister militum gedood. In 571 werd nog een magister militum gedood. Tijdens de regering van keizer Mauricius (582-602) vonden er nog twee kleinere Mauri-opstanden plaats. 

## Islamitische periode
Het Byzantijnse Rijk zou tot het einde van de 6e eeuw de macht over Noord-Afrika behouden, totdat de islamitische verovering van de Maghreb een einde maakte aan de Byzantijnse overheersing in Afrika. Na de islamitische verovering lijkt er nog vijftig jaar lang sprake te zijn geweest van aanhoudend verzet van de Mauri. In de Mozarabische kroniek worden de Mauri nog wel genoemd, maar in de hoge middeleeuwen lijkt het endoniem te zijn verdwenen. Christelijke bronnen begonnen de term Mauri, Moren, te gebruiken voor de islamitische bevolkingsgroepen van de Maghreb en Andalusië in het algemeen.

## Herleving van de naam
De moderne staat Mauritanië kreeg in 1903 zijn naam als de kolonie Frans-Mauritanië. De naam was afgeleid van het oude Mauritania, hoewel het aanzienlijk ten zuiden van de oude provincie lag.